# Всесвітнє антидопінгове агентство
Всесвітнє антидопінгове агентство (ВАДА, англ. World Anti-Doping Agency — WADA) — незалежна структура, що здійснює координацію боротьби з допінгом у спорті. Заснована у 1999 році.

## Передумови створення
З самого початку вживання спортсменами допінгу супроводжувалося нещасними випадками. У 1886 році загинув від допінгу перший спортсмен — велосипедист Д. Лінтон. У 1904 році знепритомнів і ледве вижив марафонець Т. Хікс. Данський велосипедист К. Йенсен у 1960 році на Олімпіаді в Римі помер на трасі під час змагань.
Першою спортивною організацією, яка стала боротися з вживанням спортсменами допінгу, стала у 1928 році Міжнародна аматорська легкоатлетична організація. Франція у 1963 році, першою з держав, заборонила вживання допінгових речовин. За нею подібні заборони стали вводити й інші країни світу. Проведення спортивними федераціями тестів на допінг започаткували у 1966 році Міжнародний союз велосипедистів і Міжнародна федерація футбольних асоціацій.
Боротьба з допінгом стала одним з пріоритетних напрямів діяльності Міжнародного олімпійського комітету. Особливо активною стала ця діяльність у 1960-х роках. У 1962 році МОК під час сесії у Москві прийняв резолюцію, у якій закликав спортивні федерації, а також олімпійські комітети держав вести активну боротьбу з допінгом. Питання вживання допінгу розглядалося на І Міжнародному конгресі спортивної науки в Токіо в 1964 році. Створена у 1967 році медична комісія МОК, стала брати у спортсменів письмове підтвердження про їхню відмову від вживання штучних препаратів.
Вперше допінг-контроль МОК провів у 1968 році на зимових іграх у Греноблі. З 1972 року він став обов'язковим на Олімпійських іграх.
Медичний кодекс МОК, прийнятий У 1994 році став регулювати порядок проведення антидопінгового контролю. Йому на зміну у 1999 році був затверджений Антидопінговий кодекс олімпійського руху.
У 1999 році  міністри і керівні працівники, відповідальні за фізичне виховання й спорт провели в Лозанні Всесвітню конференцію з допінгу в спорті. У ній взяли участь представники урядів, міжурядових і неурядових організацій, МОК, міжнародних спортивних федерацій (МСФ), національних олімпійських комітетів і спортсменів. Прийнята на конференції Лозаннська декларація щодо допінгу в спорті закликали всіх до боротьби з допінгом, затвердила статус Антидопінгового кодексу олімпійського руху, визначила санкції для спортсменів за вживання допінгу, обов'язки МОК, міжнародних спортивних федерацій, національних олімпійських комітетів та арбітражного спортивного суду щодо допінгу в спорті.
На виконання Лозаннської декларації щодо допінгу в спорті було утворене Всесвітнє антидопінгове агентство (ВАДА) як незалежну структуру, що здійснює координацію боротьби з допінгом у спорті.

## Організаційна структура
Штаб-квартира ВАДА розміщується в Монреалі (Канада), поточний президент ВАДА - Вітольд Банька.
В агентстві країни представляються за географічним принципом відповідно до п'яти олімпійських регіонів: Африка (3 члени), Америка (5), Азія (4), Європа (6), Океанія (2).

## Документи, прийняті ВАДА
ВАДА за своєю правосуб'єктністю належить до міжнародних неурядових організацій. Хоча ВАДА і фінансується і управляється урядами країн, його було створено як приватний фонд. Тому документи ВАДА є актами soft law та не обов'язкові для виконання урядами. Вони можуть лише брати на себе моральні зобов'язання.
У межах своєї компетенція ВАДА у 2003 році прийняла Всесвітній антидопінговий кодекс та Копенгагенську декларацію про боротьбу з допінгом у спорті. Кодекс має додатки: Заборонений список (перелік субстанцій і методів, заборонених до вжитку під час змагань та поза ними в певному виді спорту) і Міжнародний стандарт щодо терапевтичного використання заборонених речовин (необхідний у разі потреби виписувати спортсмену заборонений препарат як лікарський засіб).
Всесвітній антидопінговий кодекс є основним документом, прийнятим ВАДА. Його нові редакції вводилися в дію у 2009 і 2015 роках. Додатки постійно оновлюються. Зміни, внесені ВАДА до цих додатків, можуть бути оперативно внесені й до Міжнародної конвенції ЮНЕСКО про боротьбу з допінгом у спорті.
Україна 3 серпня 2006 року ратифікувала Міжнародну конвенцію про боротьбу з допінгом у спорті прийнятою ЮНЕСКО, на своїй 33-й сесії, яка відбулася 18 листопада 2005 року в місті Париж.

## Антидопінговий контроль
У 2014 році під егідою ВАДА було проведено 283 тисяч проб на допінг у спортсменів. Проби проводили спортивні федерації та національні антидопінгові організації в 32 лабораторіях всього світу. У понад трьох тисячах аналізах виявили заборонені речовини.
Серед національних антидопінгових організацій найбільше виконали перевірку Китай (13 тисяч), Росія (12 тисяч) та Німеччина (9 тисяч).
Серед спортивних дисциплін найбільше перевірялося у футболі — 31 тисяча проба (144 зразки містили заборонені речовини). Серед інших олімпійських видів спорту найбільшу кількість аналізів проведено в легкій атлетиці (25 тисяч), велосипедному спорті (22 тисячі) та водних видах спорту (12 тисяч). Найменше — в керлінгу (306)